# 孔慶堮
孔慶堮（?—?），山東省兗州府曲阜縣人，清朝政治人物、同進士出身。
孔子七十三代孫。光緒二十一年（1895年），参加光緒乙未科殿試，登進士三甲112名。同年五月，著交吏部掣签分发各省，以知县即用。